# Jason Petković
Jason Petković (Perth, 7. prosinca 1972.) je bivši australski nogometaš, vratar, hrvatskog podrijetla. Stariji brat australskog vratara Michaela Petkovića.  

## Klupska karijera
Počeo je u nogometnom klubu Spearwood Dalmatinac, u mlađim kategorijama, zatim je 1993. godine prešao u Adelaide City FC u kojem ostaje do 1999. godine kada odlazi Perth Glory FC da bi 2004. godine otišao u turski klub Konyaspor gdje ostaje do 2005. godine. Iste godine vraća se u Perth Glory FC gdje ostaje do 2009. godine i kraja nogometne karijere.  

## Reprezentativna karijera
Za australsku reprezentaciju branio je u 16 utakmica. Debitirao je 1995. godine u susretu protiv Novog Zealanda a Zadnju utakmicu za australsku reprezentaciju odigrao je 2002. godine, također protiv Novog Zealanda.

## Priznanja

### Klupska
Adelaide City FC
- Prvak Australije (1): 1993./94.

Perth Glory FC
- Prvak Australije (2): 2002./03., 2003./04.

## Vanjske poveznice
- (engl.) Jason Petković na stranicama Perth Glory FC
- (engl.) Jason Petković statistika na ozfootball.net